# Takahito Sōma
Takahito Sōma (相馬 崇人 Sōma Takahito?, Kanagawa, 10 de diciembre de 1981) es un exfutbolista japonés. Jugaba de defensa y su último club fue el Vissel Kobe de Japón.

## Trayectoria

### Clubes
| Club            | País     | Año       |
| --------------- | -------- | --------- |
| Tokyo Verdy     | Japón    | 2003-2005 |
| Urawa Reds      | Japón    | 2006-2008 |
| C. S. Marítimo  | Portugal | 2009-2010 |
| Energie Cottbus | Japón    | 2010-2011 |
| Vissel Kobe     | Alemania | 2011-2016 |

## Estadística de carrera

### J. League
| Club        | Año   | J. League | J. League | Copa J. League | Copa J. League | Total | Total |
| Club        | Año   | Part.     | Goles     | Part.          | Goles          | Part. | Goles |
| ----------- | ----- | --------- | --------- | -------------- | -------------- | ----- | ----- |
| Tokyo Verdy | 2003  | 1         | 0         | 0              | 0              | 1     | 0     |
| Tokyo Verdy | 2004  | 11        | 2         | 8              | 0              | 19    | 2     |
| Tokyo Verdy | 2005  | 28        | 0         | 5              | 0              | 33    | 0     |
| Urawa Reds  | 2006  | 18        | 1         | 7              | 1              | 25    | 2     |
| Urawa Reds  | 2007  | 13        | 0         | 2              | 0              | 15    | 0     |
| Urawa Reds  | 2008  | 27        | 3         | 6              | 0              | 33    | 3     |
| Vissel Kobe | 2011  | 8         | 1         | 0              | 0              | 8     | 1     |
| Vissel Kobe | 2012  | 32        | 2         | 5              | 0              | 37    | 2     |
| Vissel Kobe | 2013  | 18        | 1         | -              | -              | 18    | 1     |
| Vissel Kobe | 2014  | 16        | 0         | 4              | 0              | 20    | 0     |
| Vissel Kobe | 2015  | 23        | 0         | 6              | 0              | 29    | 0     |
| Vissel Kobe | 2016  | 17        | 2         | 5              | 1              | 22    | 3     |
| Total       | Total | 212       | 12        | 48             | 2              | 260   | 14    |

## Palmarés

### Títulos nacionales
| Título             | Club        | País  | Año  |
| ------------------ | ----------- | ----- | ---- |
| Copa J. League     | Tokyo Verdy | Japón | 2004 |
| J1 League          | Urawa Reds  | Japón | 2006 |
| Copa del Emperador | Urawa Reds  | Japón | 2006 |